# Сахновское
Сахновское (укр. Сахнівське) — посёлок в Корсунь-Шевченковском районе Черкасской области Украины.
Население по переписи 2001 года составляло 32 человека. Почтовый индекс — 19424. Телефонный код — 4735.

## Местный совет
19422, Черкасская обл., Корсунь-Шевченковский р-н, с. Нетеребка